# Félix Nadar

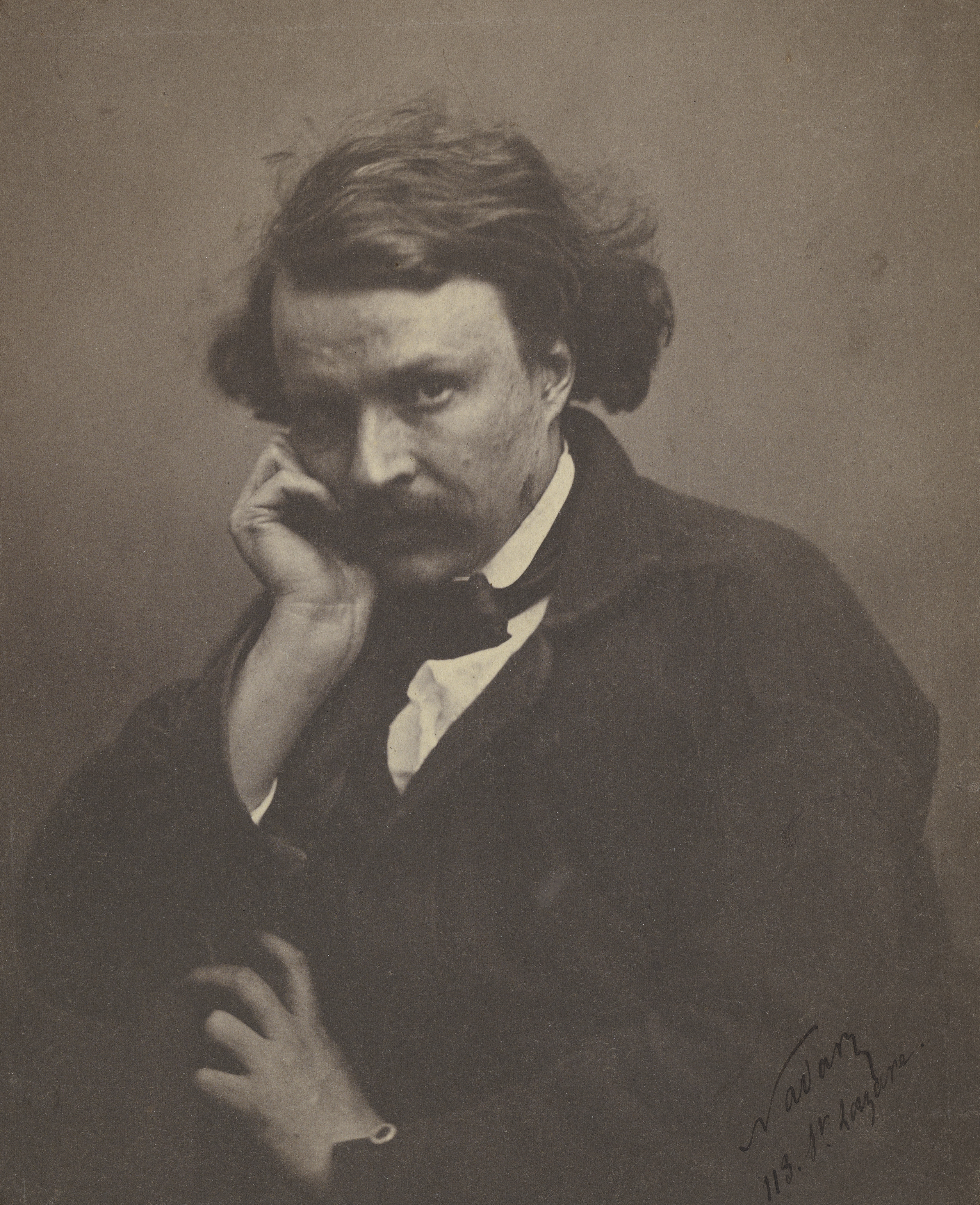
Félix Nadar: Autoportret (fotografie executată probabil de fratele său Adrien Tournachon)

Félix Nadar sau doar Nadar, numele la naștere Gaspard Félix Tournachon, (n. 6 aprilie 1820, Quartier de la Place-Vendôme⁠(d), Île-de-France, Franța – d. 20 martie 1910, Quartier du Faubourg-du-Roule⁠(d), Île-de-France, Franța) a fost un caricaturist, fotograf și pionier aeronautic francez.

## Biografie
Tatăl său a dat faliment în anul 1838 și Nadar a trebuit să renunțe la studii.
Félix Tournachon a început prin a studia medicina, a devenit apoi jurnalist și romancier. El și-a făcut inițial un nume prin caricaturile făcute celebrităților pariziene, publicate în diverse periodice, de exemplu în Le Charivari, Journal pour rire (numit și Journal amusant) sau Revue Comique, această din urmă revistă fiind înființată de el însuși în 1849. Specialitatea lui erau, începând cu anul 1852, caricaturile operelor de artă prezentate anual în expoziția "Salonului Oficial" din Paris. Această activitate i-a asigurat existența înainte de anul 1852. După aceea Nadar a deschis un atelier fotografic care s-a dovedit a fi foarte lucrativ.
În atelierul său, Nadar a început să experimenteze procedee de obținere a imaginilor fotografice cu ajutorul iluminației electrice. Acest atelier a devenit ulterior un loc de întâlnire al boemei pariziene și a găzduit în 1874 prima expoziție a impresioniștilor, care a provocat un mare scandal de presă și a consacrat acuzația de „impresionism” drept nume generic al noii mișcări. Din 1873 Nadar l-a avut drept colaborator în cadrul atelierului fotografic pe fiul său Paul Nadar (1856-1939).
Nadar a fost și un pasionat experimentator de aerostate, inventând el însuși un aparat de zbor și întreprinzând mai multe călătorii cu balonul Le Géant, cu ajutorul căruia a străbătut distanța dintre Paris și Hanovra. Cu acea ocazie el a făcut primele fotografii aeriene ale Parisului, pe care le-a prezentat în mod metodic în cererea de patent pentru un Nouveau système de photographie aérostatique din 1858. Lui îi aparțin de asemenea primele fotografii făcute cu lumină artificială în subteran, publicate într-o culegere din 1861, care ilustra catacombele Parisului.

## Opera fotografică (selecție)
Lui Nadar i se datorează unele din cele mai celebre portrete fotografice ale personalităților de la sfârșitul secolului al XIX-lea. Datorită producției de masă portretele par azi oarecum stereotipe, dar se disting prin depășirea canonului vremii de înfrumusețare prin stafaje și retușuri. Edgar Degas a folosit fotografii executate de Nadar ca mijloc de inspirație pentru unele din compozițiile sale.

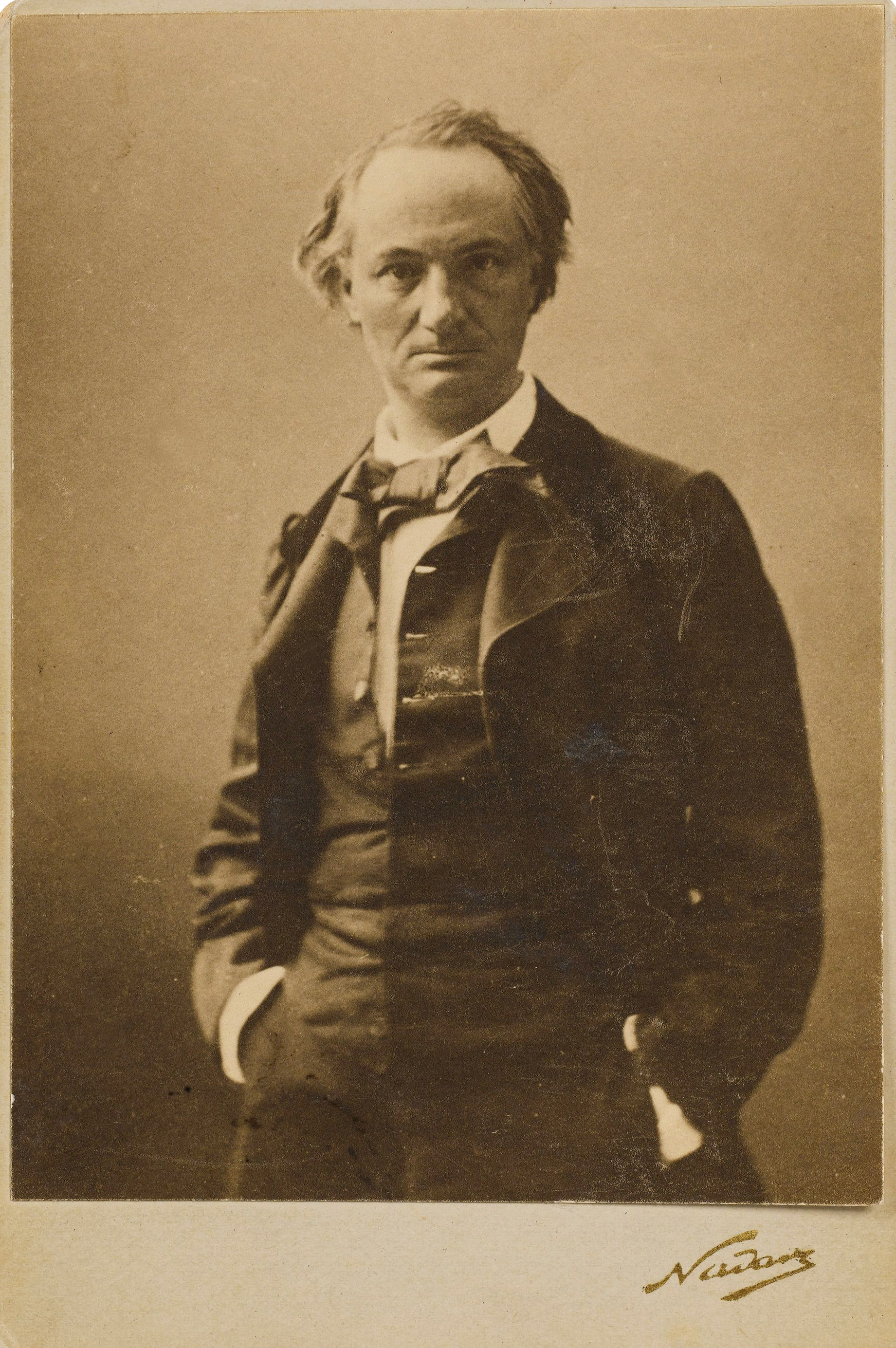
Charles Baudelaire
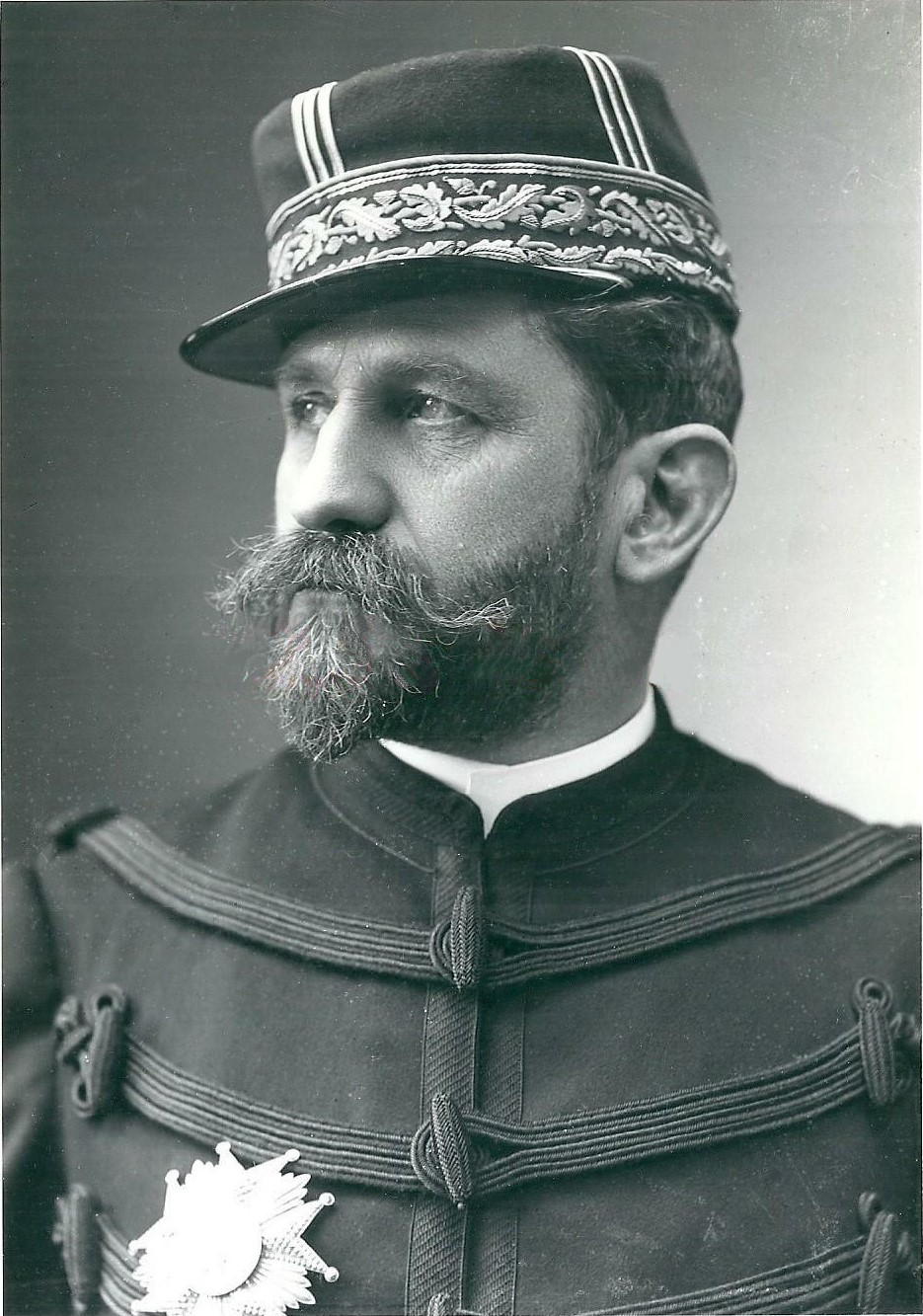
Georges Boulanger
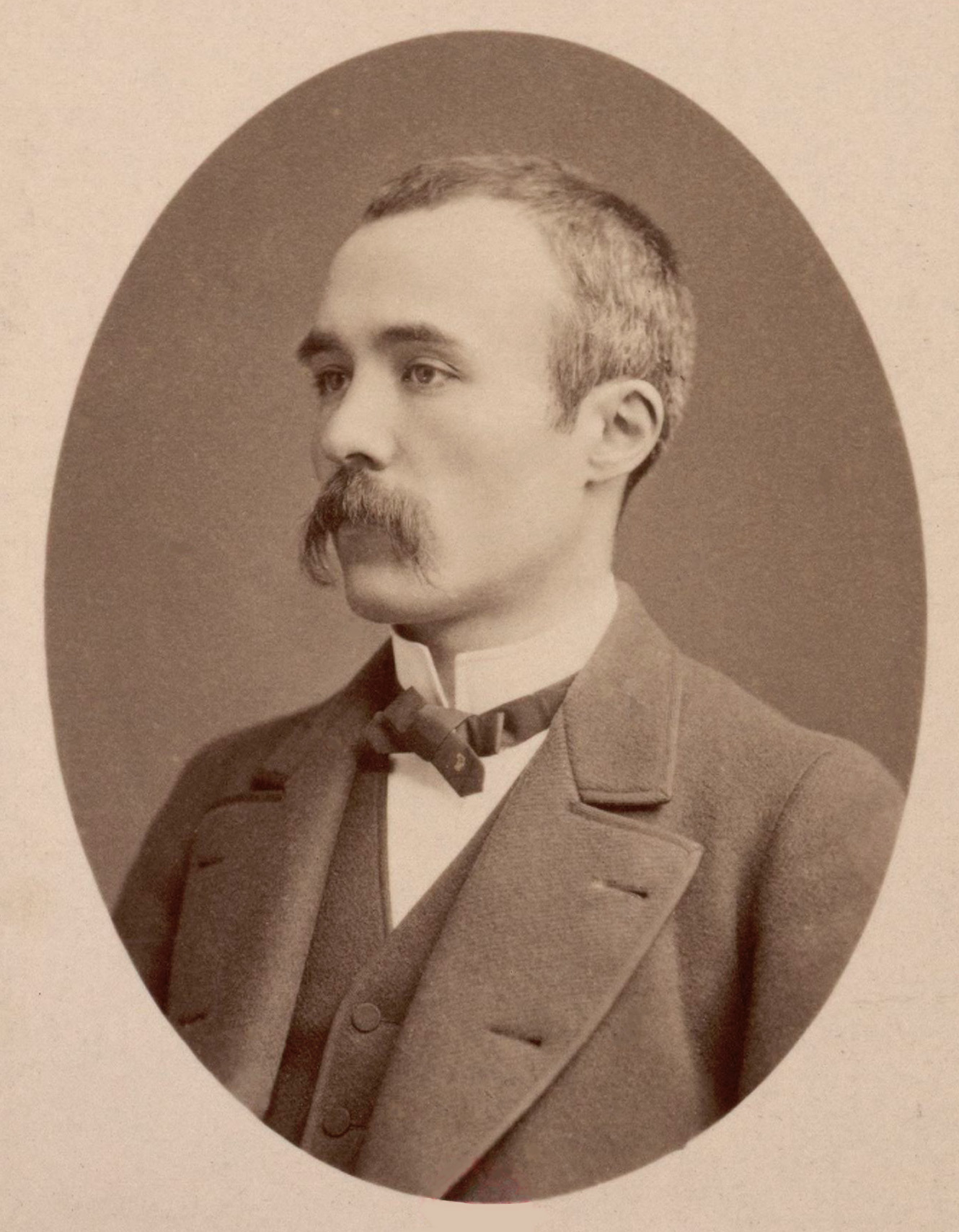
Georges Clemenceau
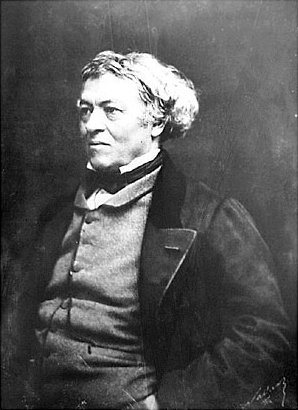
Camille Corot
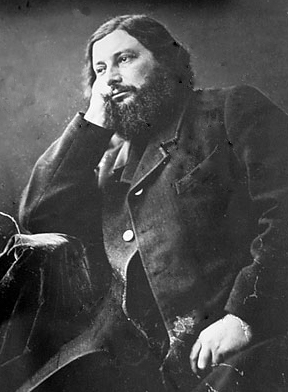
Gustave Courbet
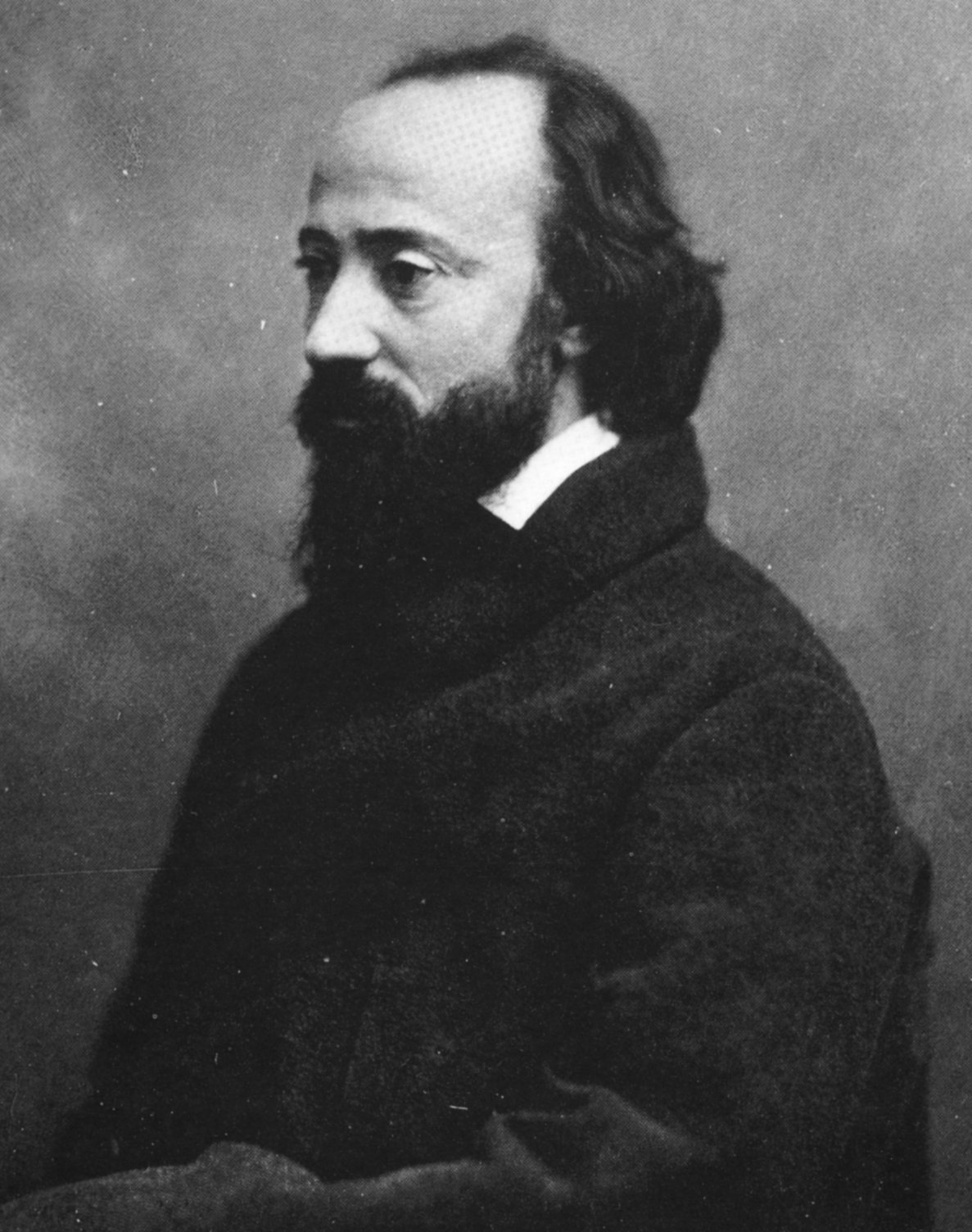
Charles-François Daubigny
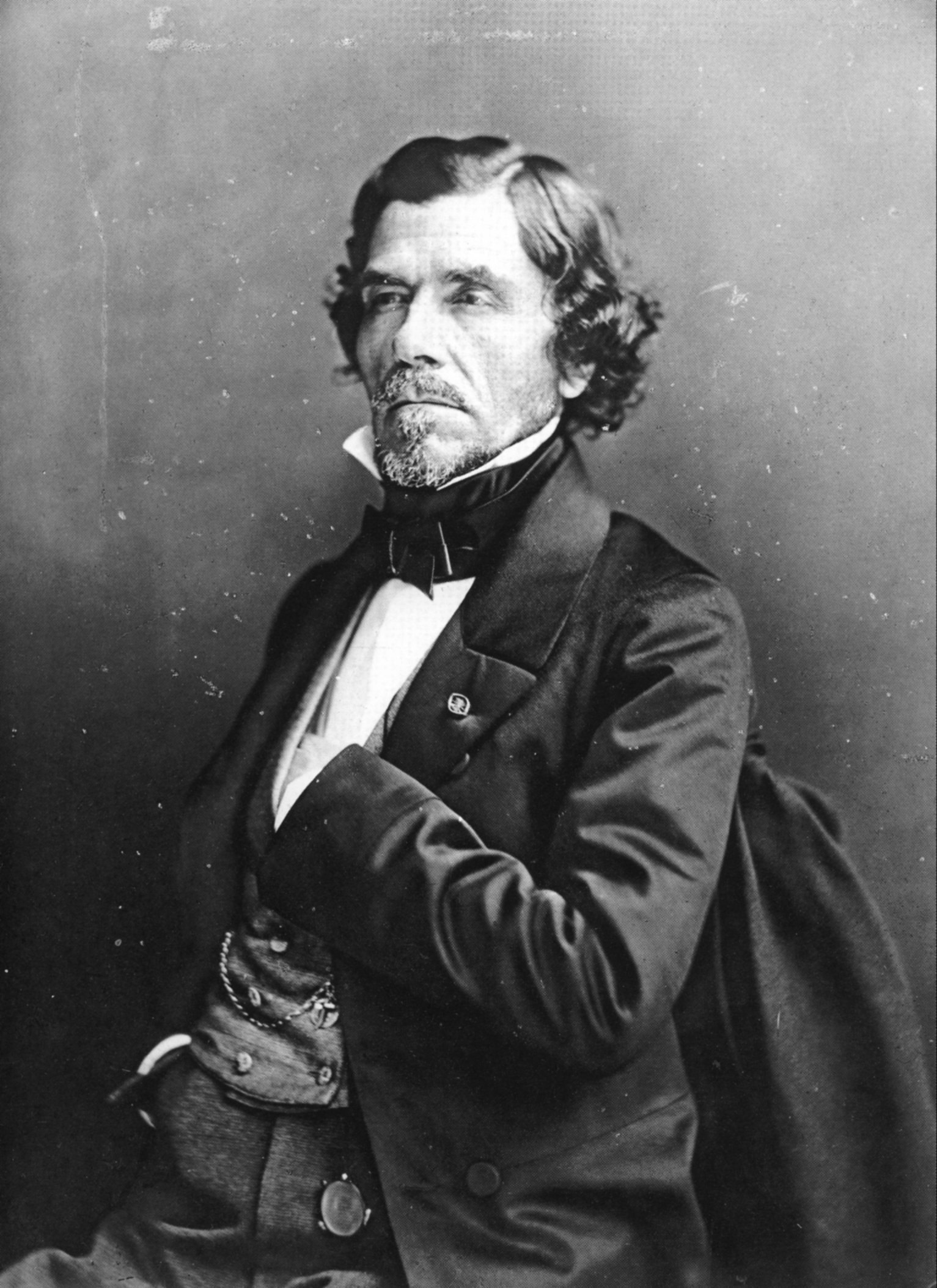
Eugène Delacroix
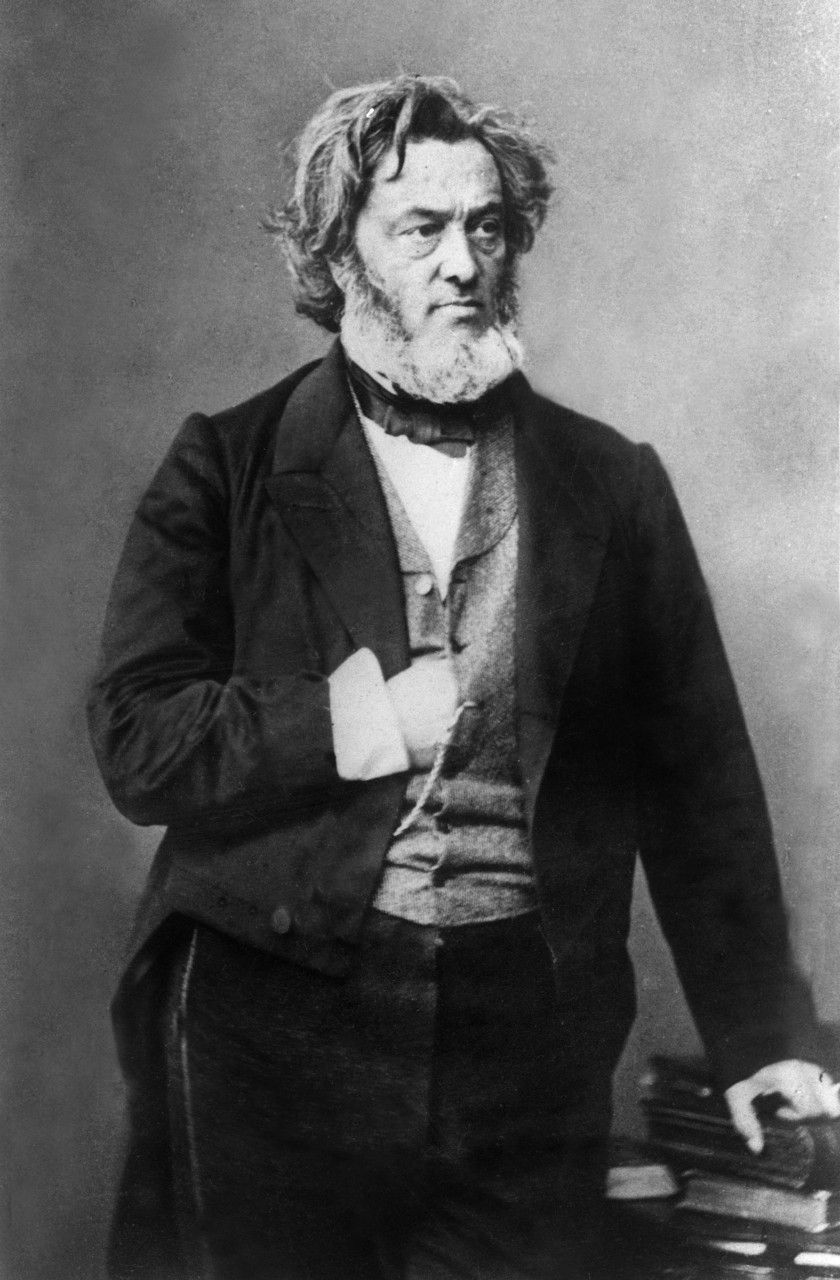
Jules Favre în 1865
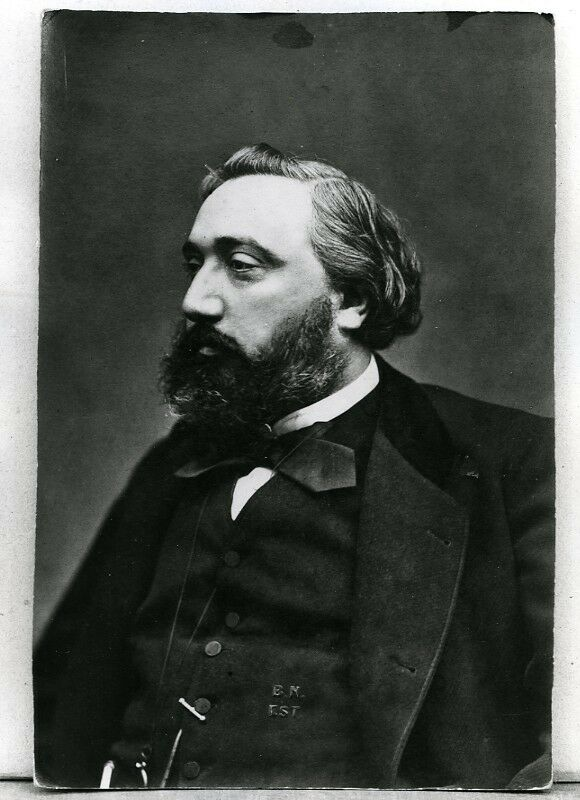
Léon Gambetta în 1870
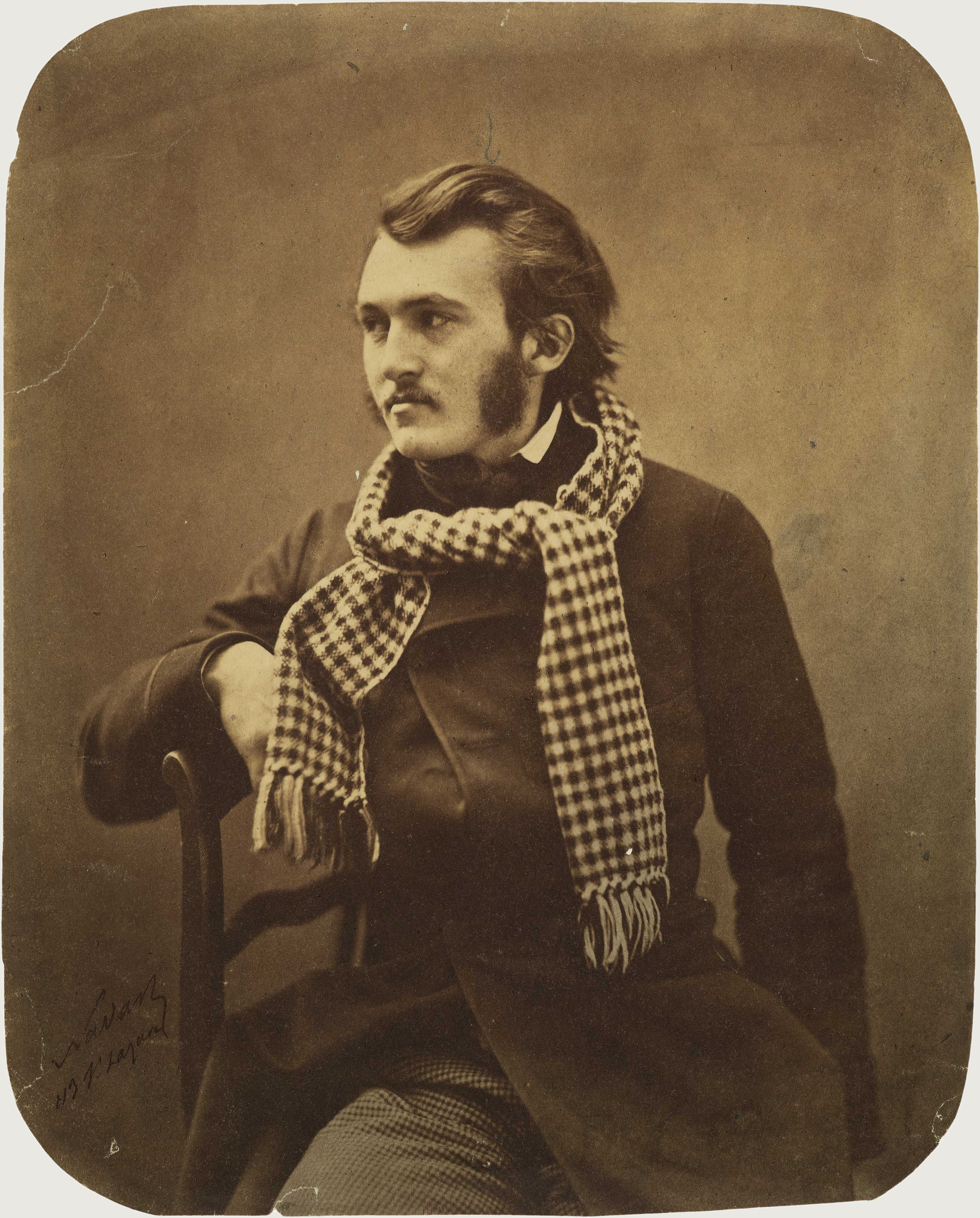
Gustave Doré (1859)
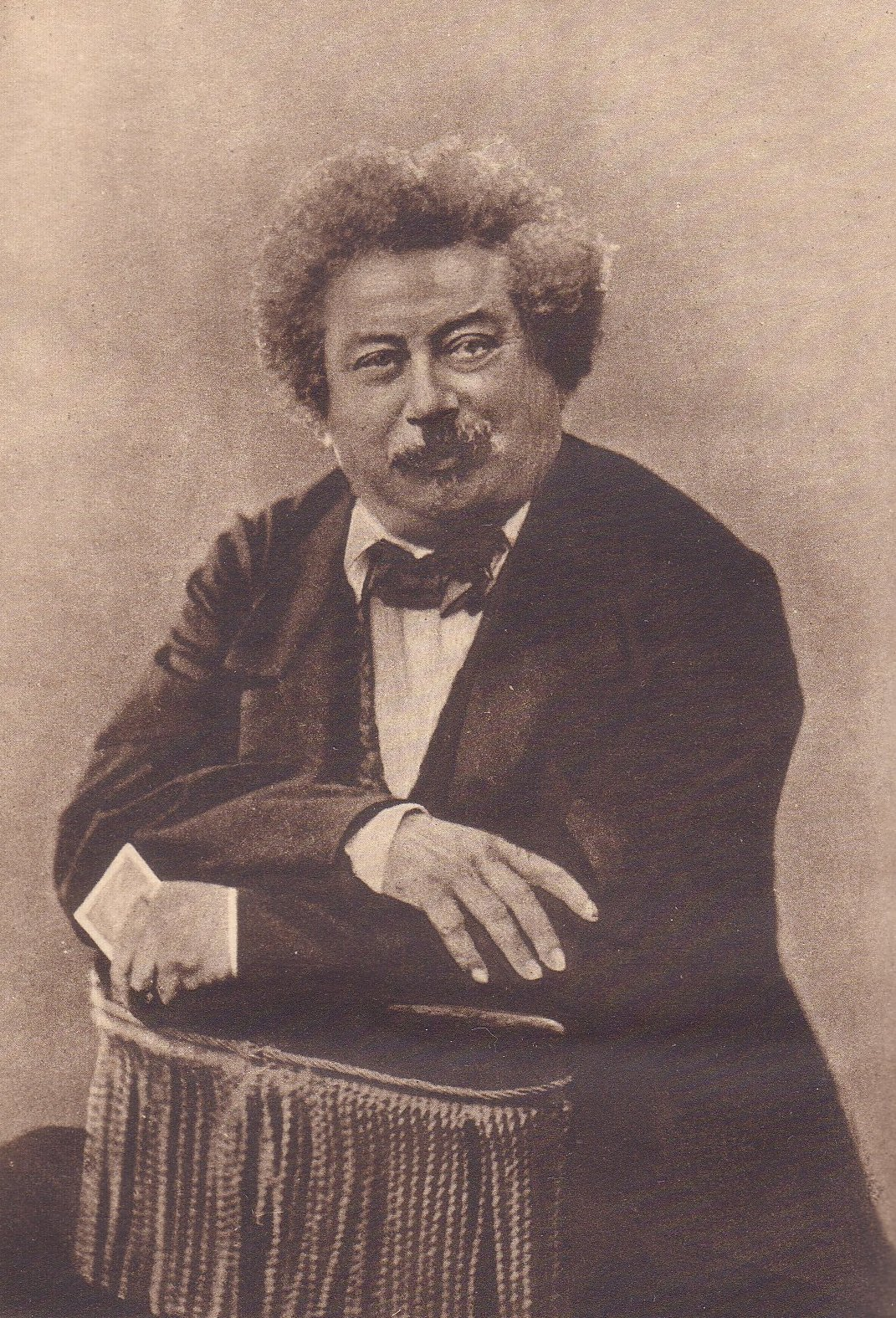
Alexandre Dumas
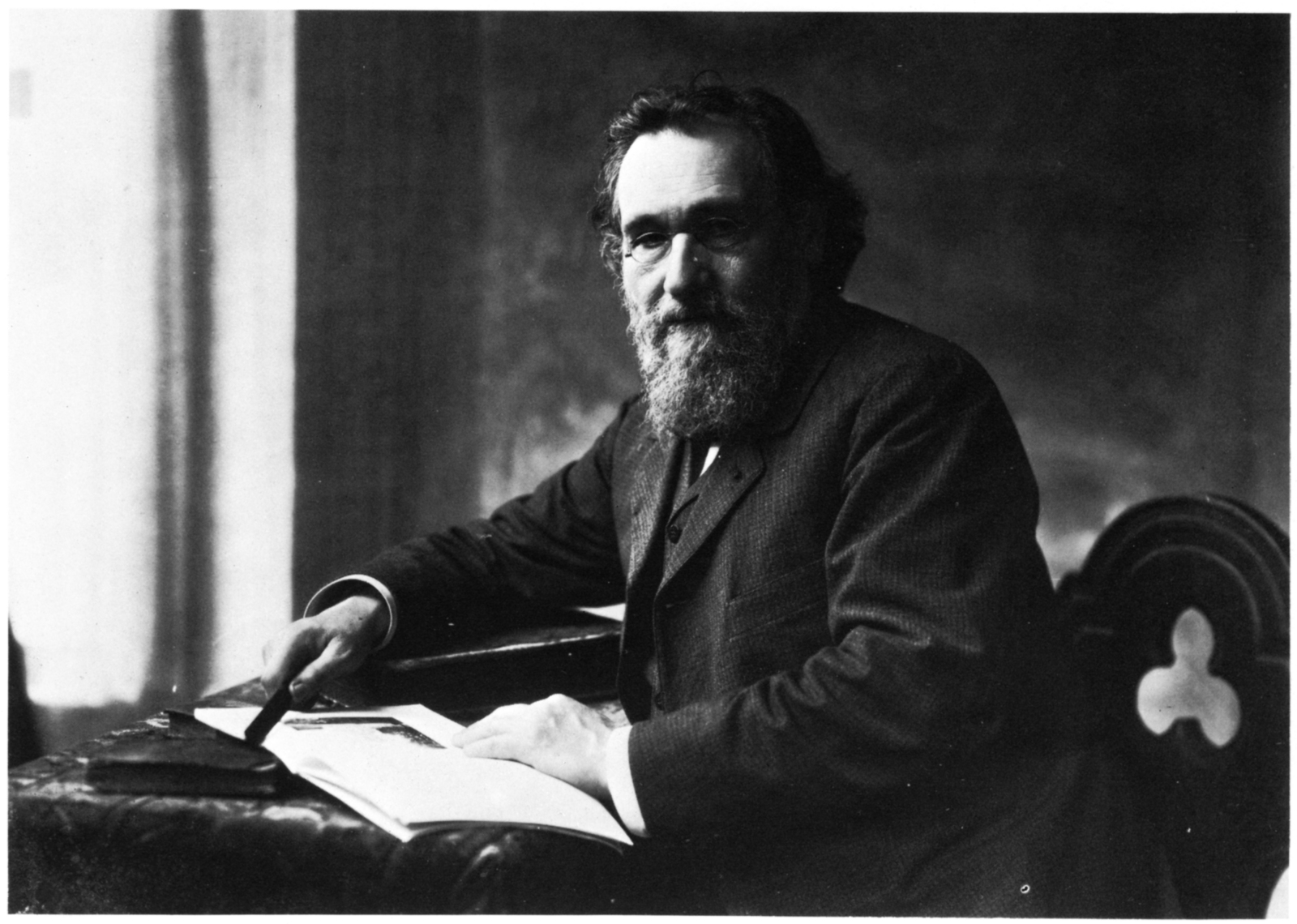
Ilia Ilici Mecinikov
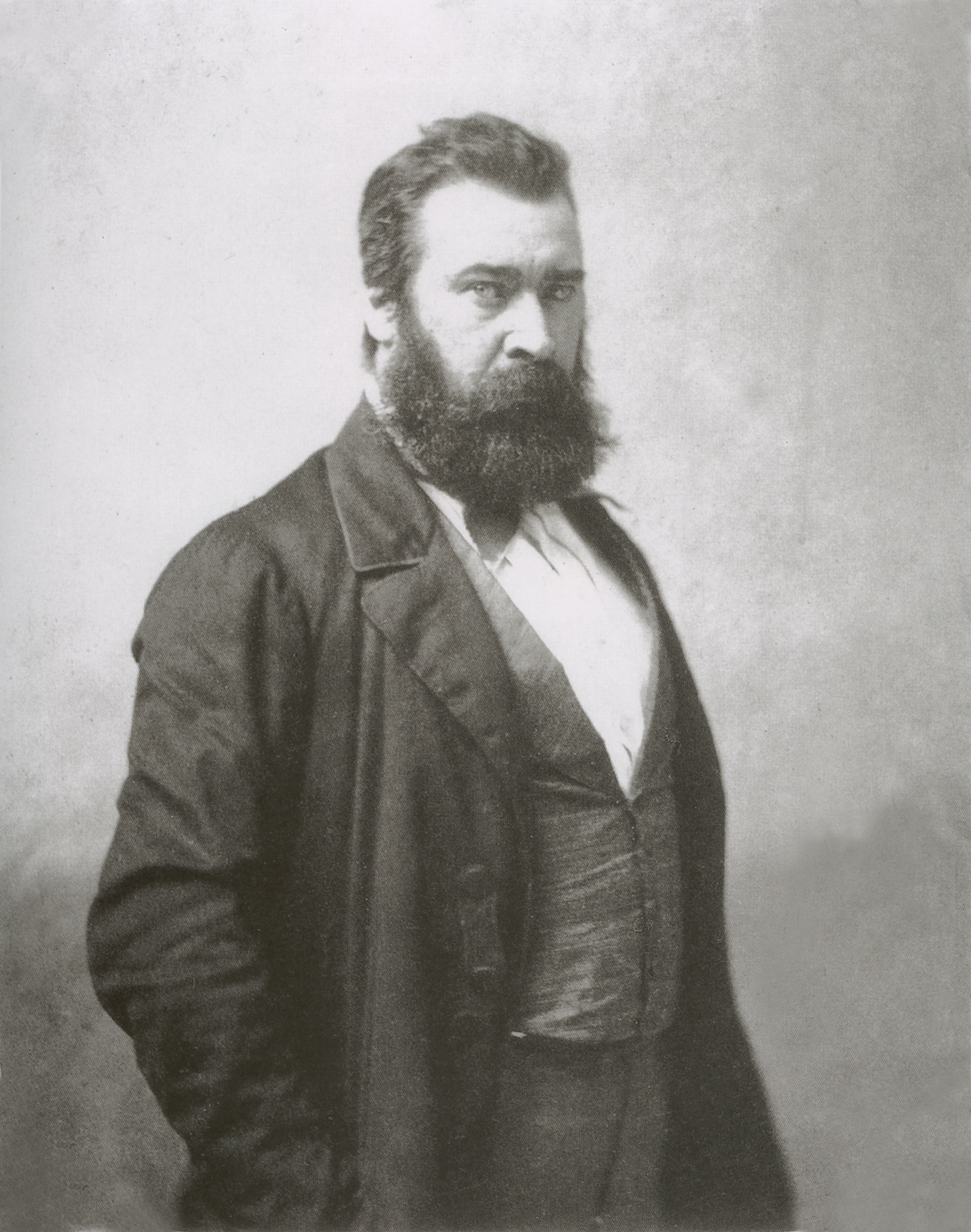
Jean-François Millet
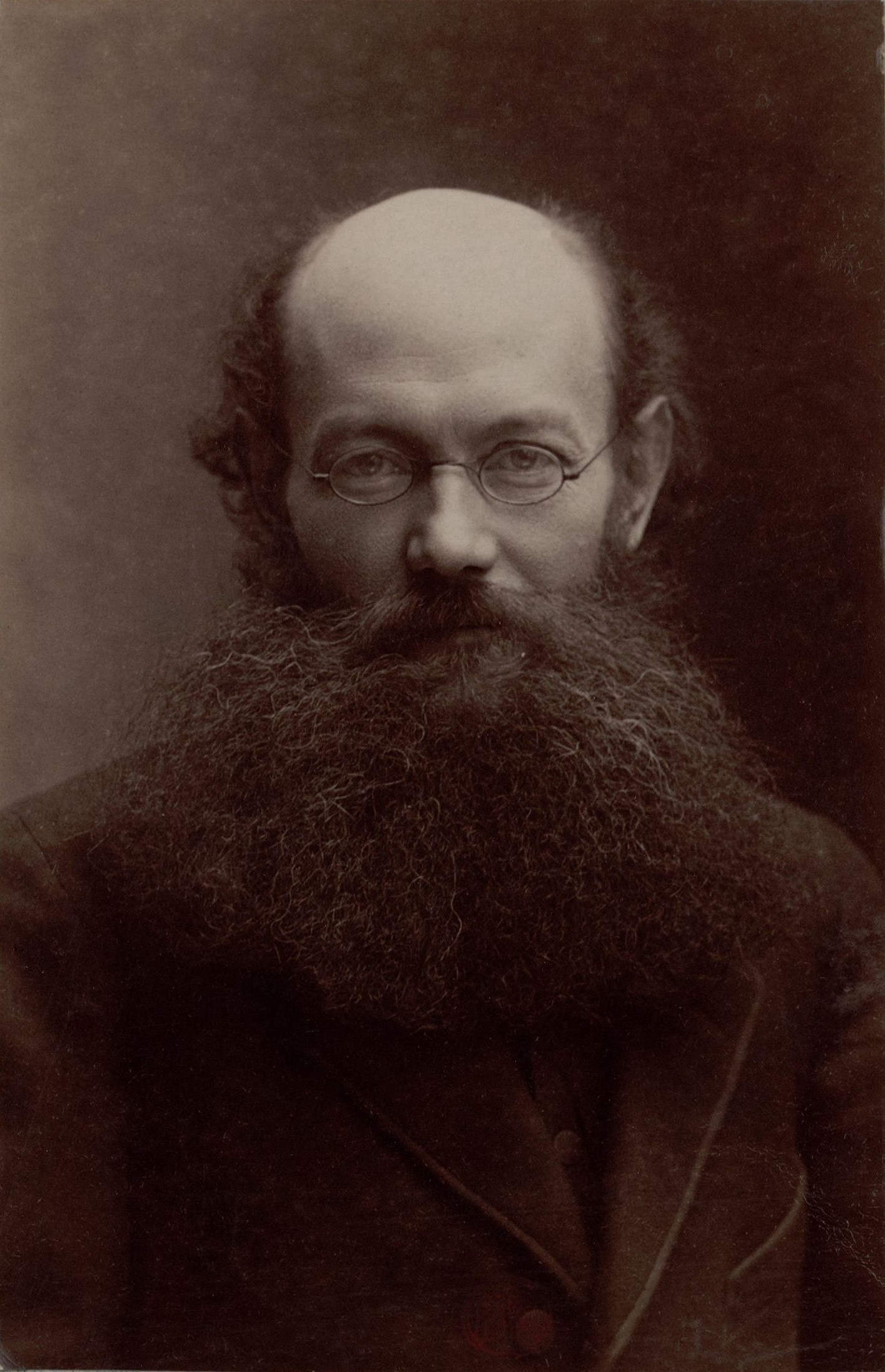
Piotr Kropotkin
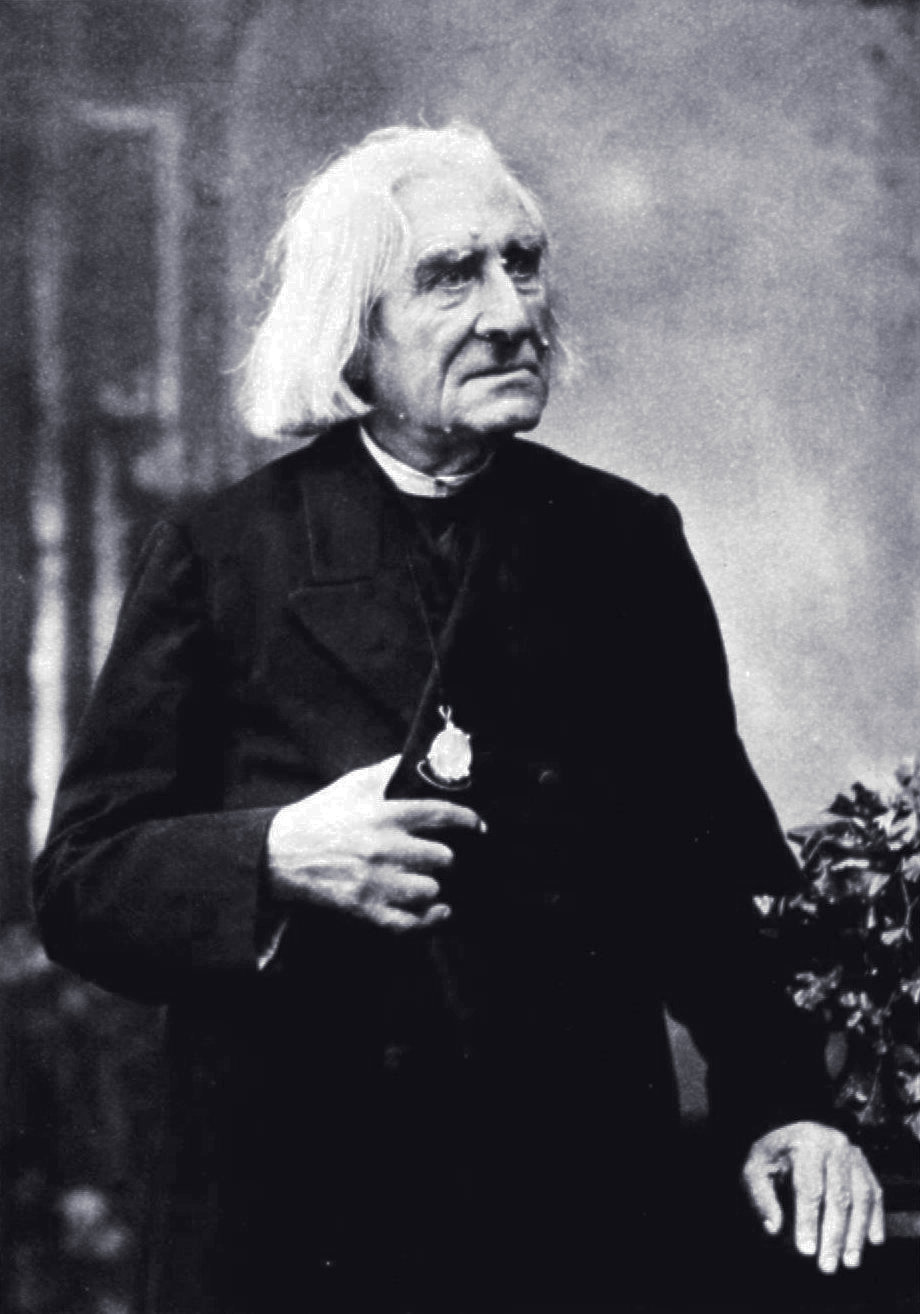
Franz Liszt
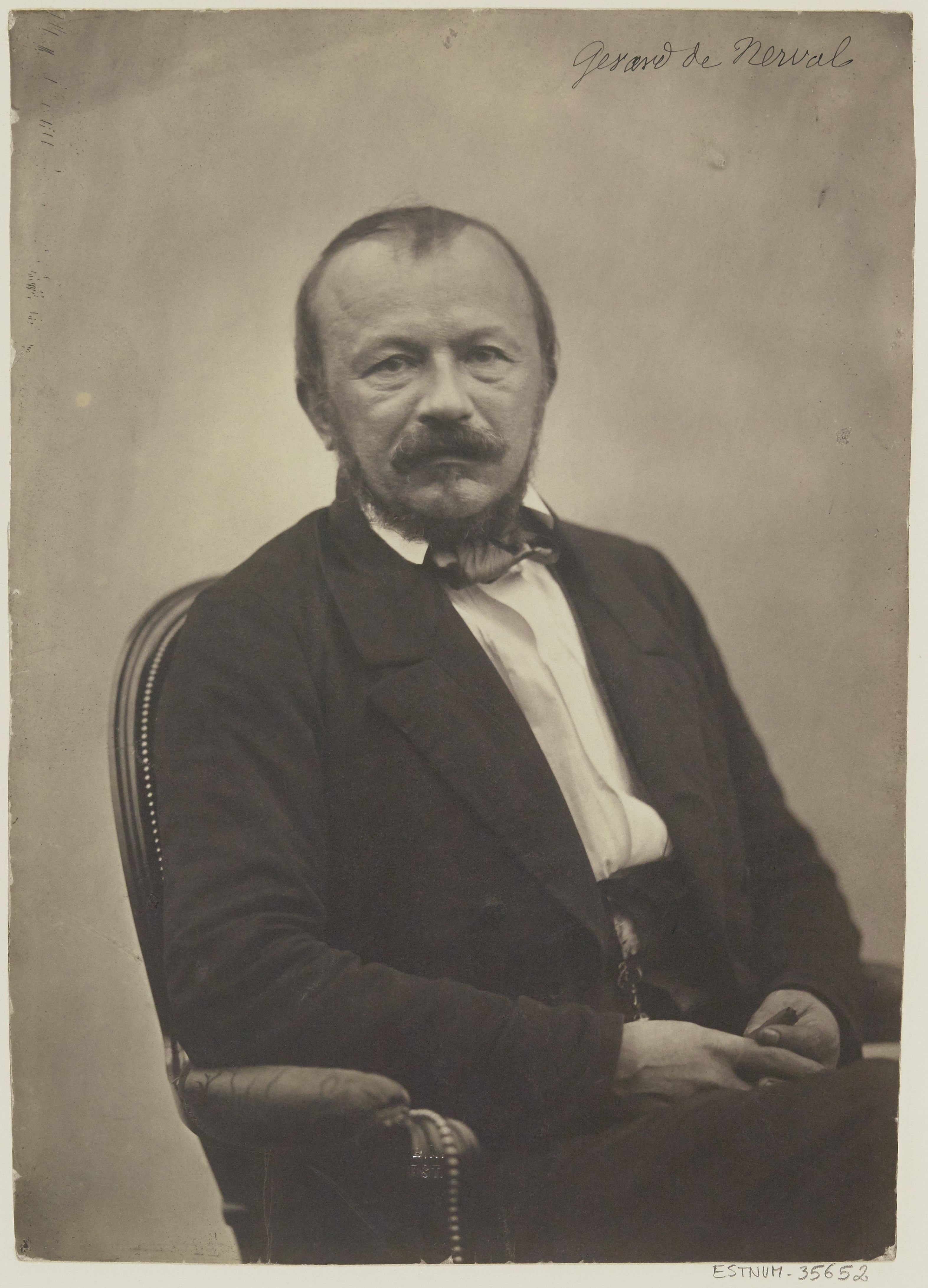
Gérard de Nerval
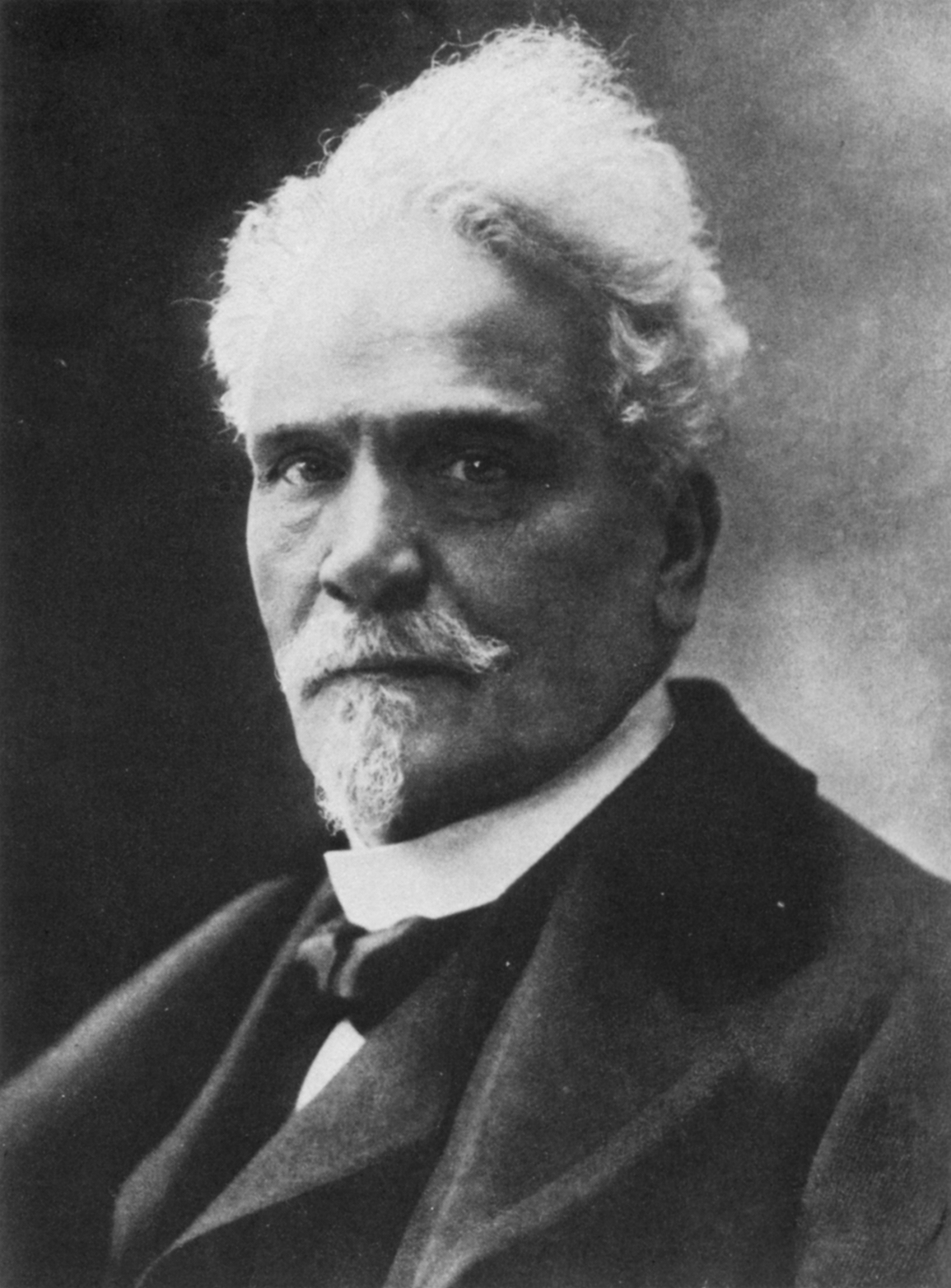
Henri Rochefort
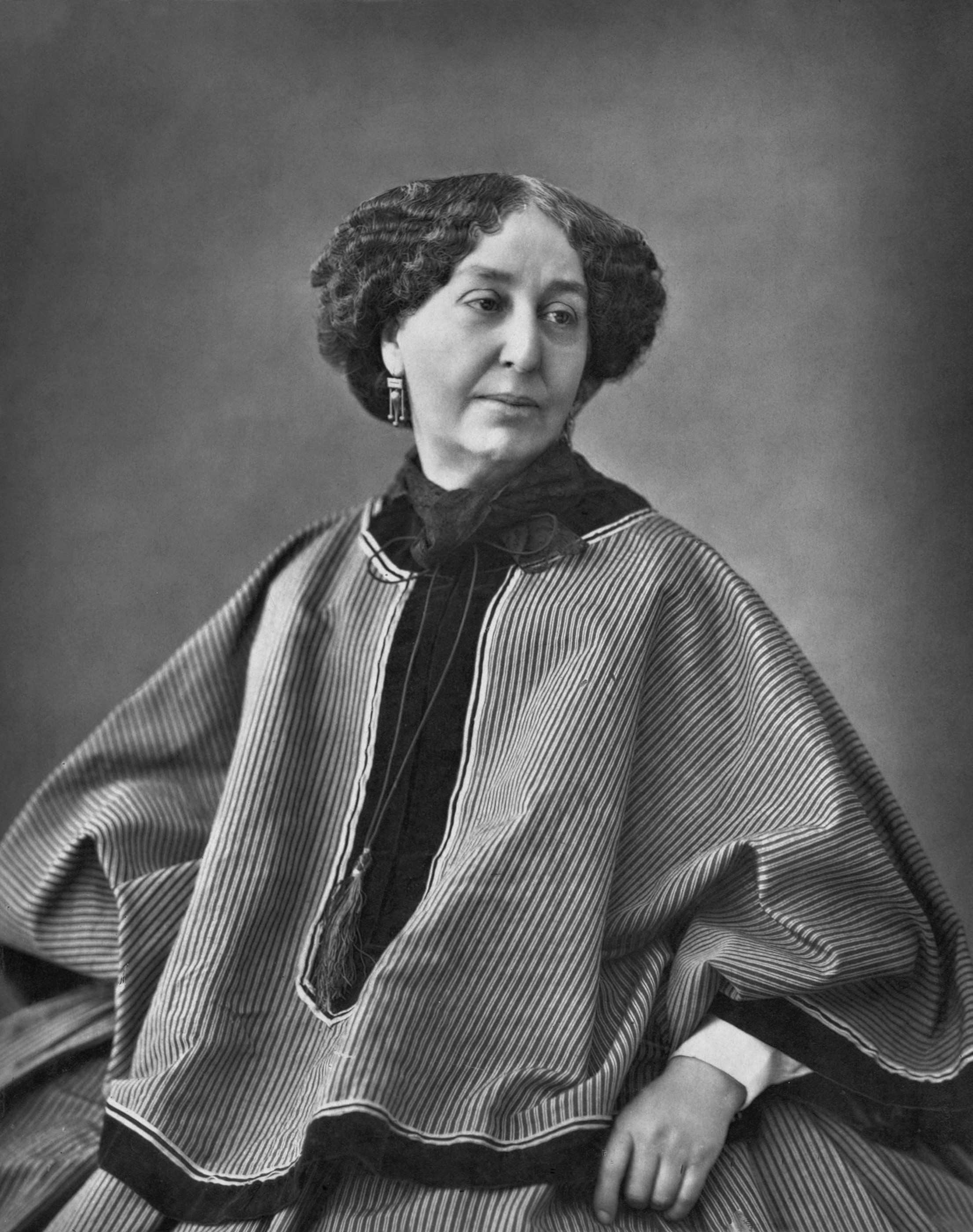
George Sand (1864)
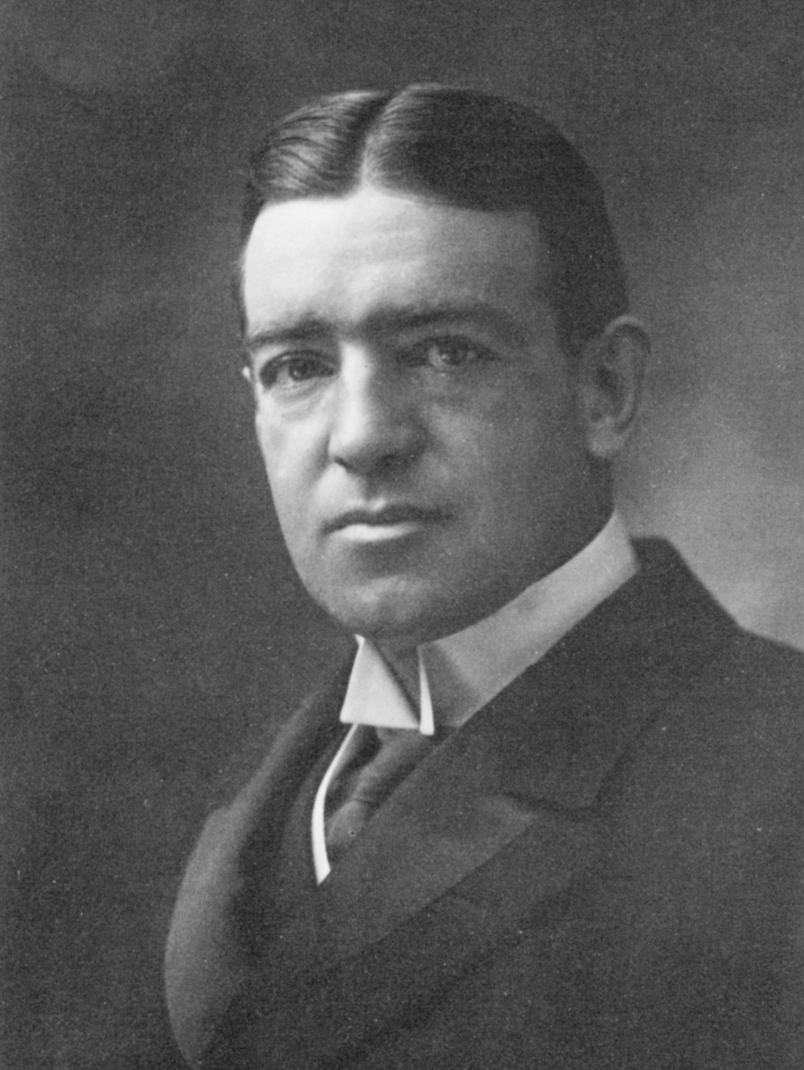
Ernest H. Shackleton
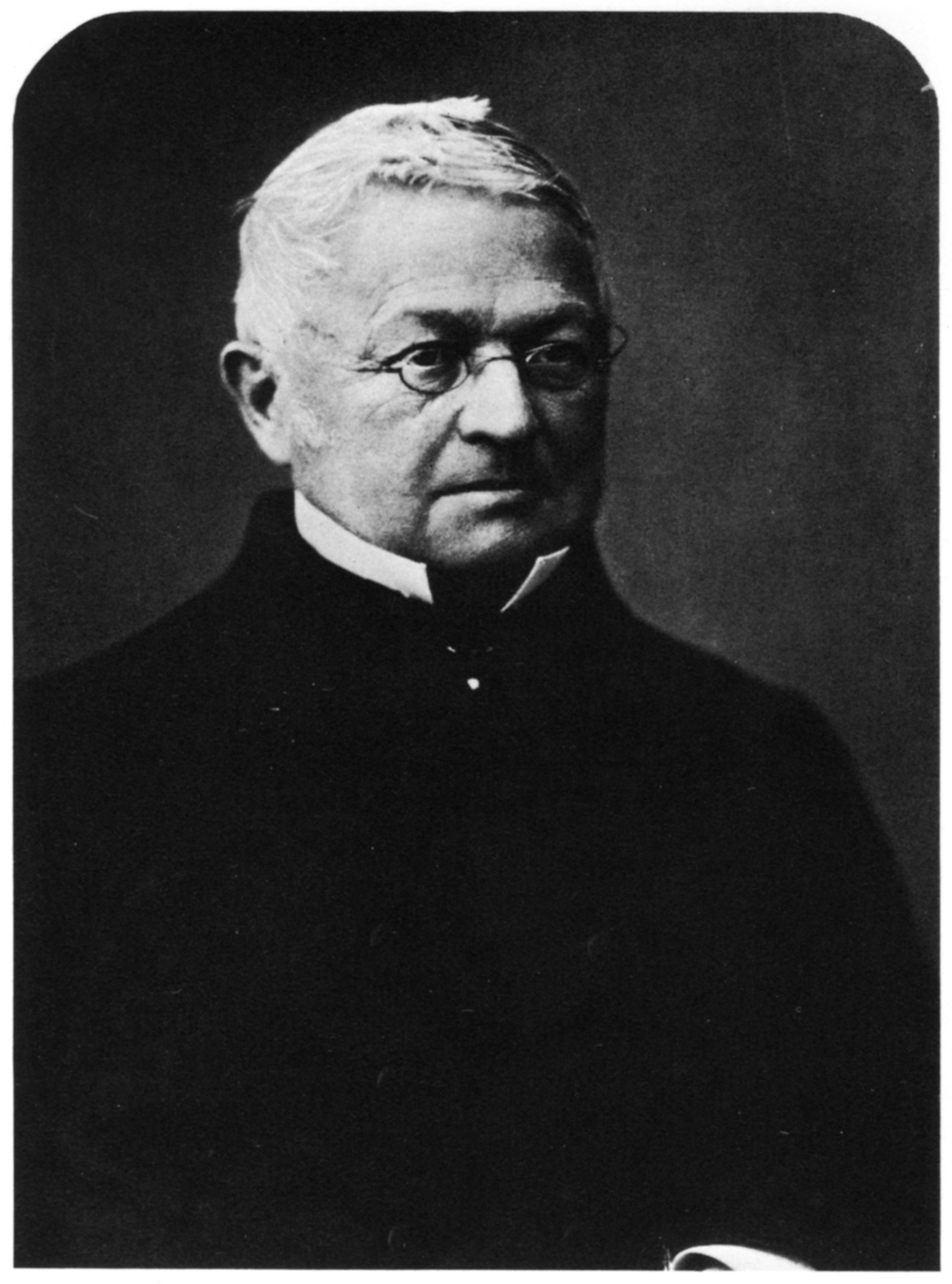
Adolphe Thiers
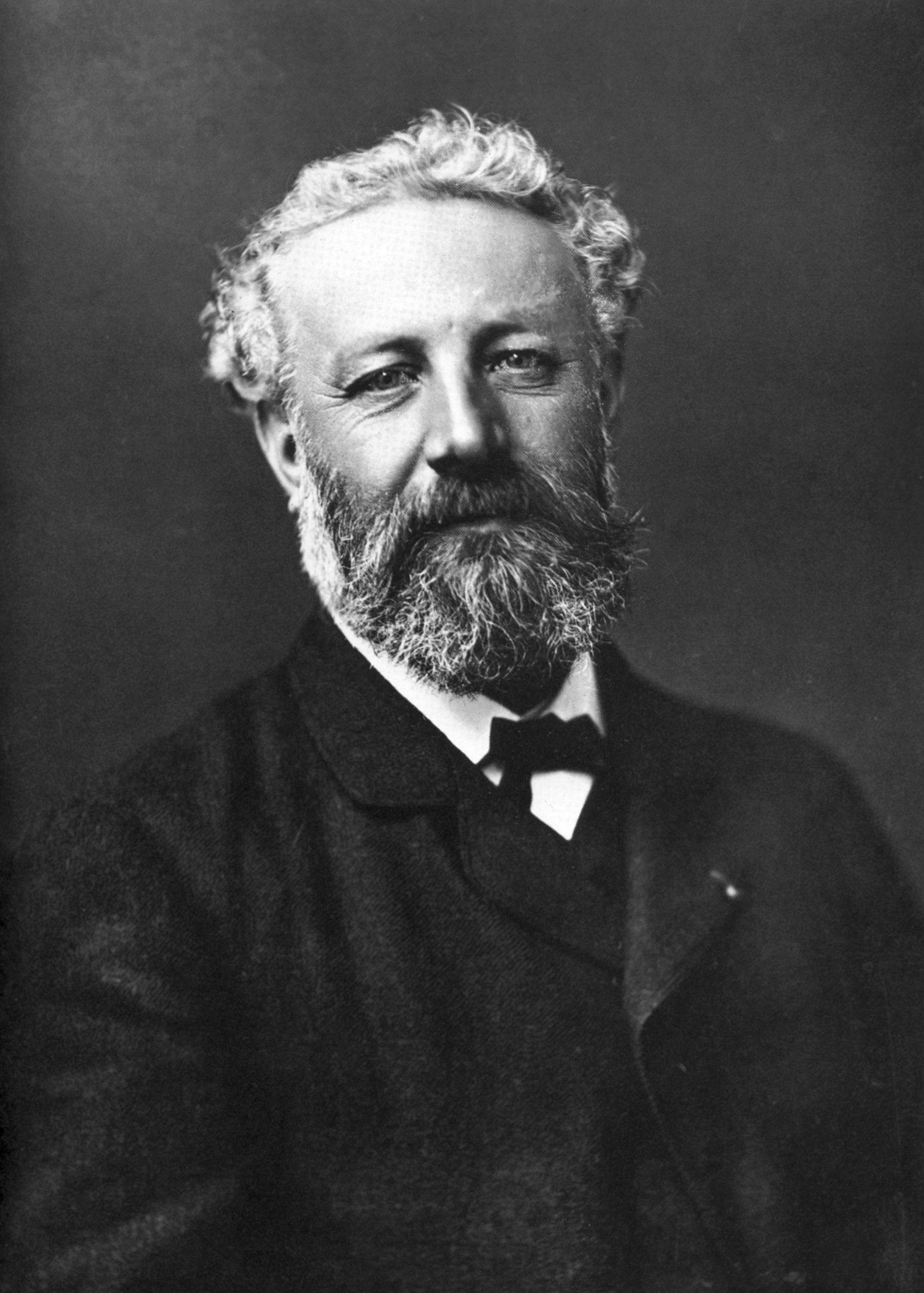
Jules Verne
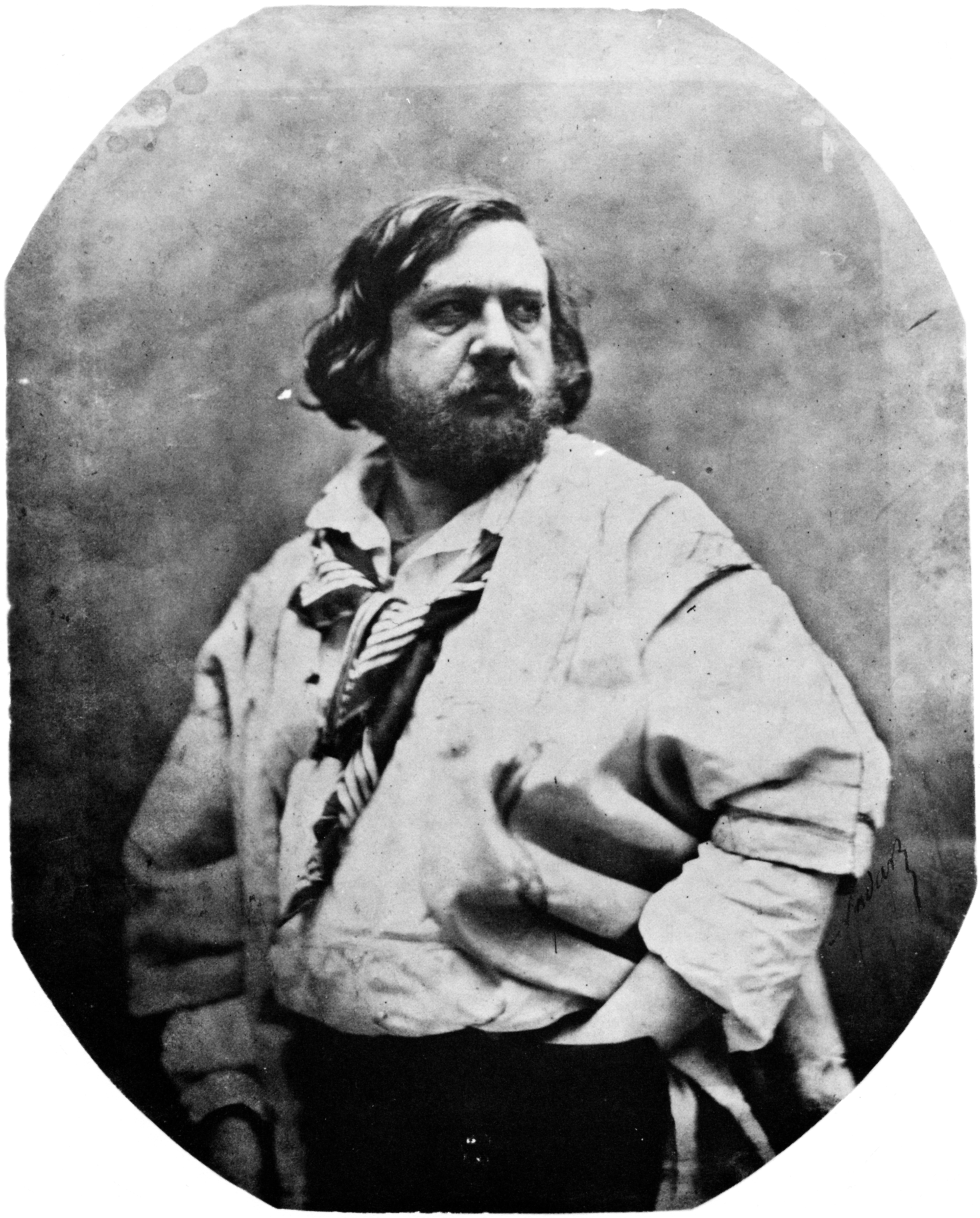
Théophile Gautier
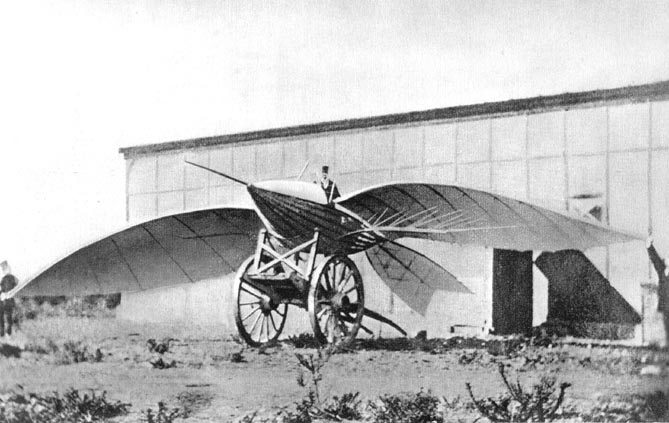
Aviatorul Jean-Marie Le Bris și aparatul său de zbor, Albatros II
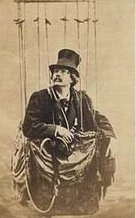
Nadar (Gaspard-Félix Tournachon)

## Publicațiile în timpul vieții
- Quand j'étais étudiant (1856)
- Le miroir aux aiouettes (1858)
- Les catacombes de Paris à la lumière artificielle (1861)
- La robe de Déjanire (1862)
- Mémoires du Géant, à terre et en l'air (1864)
- Le droit au vol (1865)
- Histoirebulssonnière (1877)
- Sous l'incendie (1882)
- Le monde ou l'on patauge (1883)
- Quand j'étais photographe (1900)